# Xã Stuart, Quận Guthrie, Iowa
Xã Stuart (tiếng Anh: Stuart Township) là một xã thuộc quận Guthrie, tiểu bang Iowa, Hoa Kỳ. Năm 2010, dân số của xã này là 1.064 người.